# Kippure
Kippure (en irlandais : Cipiúr) est un sommet culminant à 757 mètres, dans les montagnes de Wicklow, en Irlande. Huitième plus haut sommet de ce massif, situé dans le parc national homonyme, à la frontière des comtés de Wicklow et de Dublin, il est le point culminant de ce dernier.